# Subcarpați
Subcarpații reprezintă o unitate de relief de altitudine mijlocie care se desfășoară atât la exteriorul arcului carpatic, (între văile Moldovei și Motrului) cât și în interiorul său, (în zonele Bistrița - Homoroade Hârtibaciu - Ocna Mureș și Turda - Beclean).
Subcarpații apar ca o treaptă de relief între munți și  regiunile joase de la exteriorul acestora, fiind constituiți dintr-o asociere de culmi deluroase separate prin văi sau prin depresiuni.

## Geneza
Subcarpații sunt formați prin cutarea/încrețirea scoarței în timpul orogenezei alpine. Regiunea subcarpatică este caracterizată de o mare mobilitate tectonică, în prezent, fiind pusă în evidență printr-o accentuată sensibilitate seismică.

## Alcătuire petrografică
- Roci sedimentare cutate și ridicate neuniform: argile, gresii, marne, nisipuri, pietrișuri.

## Altitudine
Altitudinea subcarpaților variază de la 200 m, depășind 1000 m înălțime, în punctele maxime.
Altitudinile maxime:
- 1018 m în Măgura Mațau
- 1217 m în Dealul Chiciora

## Climă
- Subcarpații Moldovei: Climat temperat-continental cu influențe scandinavo-baltice.
- Subcarpații de Curbură: Climat temperat-continental cu influențe de ariditate.
- Subcarpații Getici: Climat temperat-continental cu influențe de tranziție și submediteraneene.

## Vegetație
Predomină pădurile de fag în amestec cu gorunul.

## Resurse
- resurse de subsol: petrol, gaze naturale, cărbuni, sare
- resurse de sol: cultura de vii, livezi de pomi fructiferi, culturi cerealiere

## Diviziuni
În funcție de poziția față de arcul carpatic și de particularitățile geomorfologice, Subcarpații se împart în trei diviziuni:
- Subcarpații Orientali:

- Subcarpații Moldovei
- Subcarpații de Curbură
- Subcarpații Prahovei
- Subcarpații Getici:

- Muscelele Getice (Muscelele Argeșului)
- Subcarpații Vâlcii
- Subcarpații Jiului
- Subcarpații Interni cuprind sectoarele:

- Bistrița - Homoroade
- Hârtibaciu - Ocna Mureș
- Turda - Beclean